# Sambuco
Sambuco (piemontiul: Sambuch, okcitánul: Lou Sambuc) település Olaszországban, Piemont régióban, Cuneo megyében. Lakosainak száma 87 fő (2023. január 1.). Sambuco Canosio, Marmora, Pietraporzio, Vinadio és Demonte községekkel határos.

## Népesség
A település lakossága az elmúlt években az alábbi módon változott:
| Lakosok száma | 88   | 88   | 87   |
|               | 2017 | 2018 | 2023 |